# Macuruco (Ucata)
Pour les articles homonymes, voir Macuruco.
Macuruco est une localité de la paroisse civile d'Ucata dans la municipalité d'Atabapo dans l'État d'Amazonas au Venezuela à proximité du confluent entre l'Orénoque et le río Ventuari.